# Mlpy
Mlpy è una libreria Open source di apprendimento automatico in Python costruita su NumPy/SciPy, GNU Scientific Library e che diventa un uso estensivo del linguaggio Cython.
mlpy fornisce un'ampia serie di metodi di apprendimento automatico per problemi supervisionati e non, avendo lo scopo di trovare un compromesso ragionevole tra modularità, mantenibilità, riproducibilità, usabilità ed efficienza.
mlpy è multipiattaforma è lavora sia con python 2 che con python 3 ed è distribuito con licenza GPL3.
Trova applicazioni anche in bioinformatica.